# Enoch Thulin
Enoch Leonard Thulin, född 15 september 1881 i Simris socken, Kristianstads län, död 14 maj 1919 i Landskrona, var en svensk flygpionjär och industriledare.

## Biografi
Enoch Thulin var son till vicepastorn Andreas Thulin och Ingrid Rasmusson. Efter mogenhetsexamen i Lund 1899 studerade han matematik och fysik vid Lunds universitet, avlade 1911 filosofie licentiatexamen och promoverades 1912 till filosofie doktor med avhandlingen ”Om luftmotståndet mot plana ytor”, vilken fick stor betydelse för förståelse av aerodynamiken.
Thulin studerade flygteknik 1908–1912 och lyckades med sina flygprov 12 oktober 1912, men Franska aeroklubben utfärdade hans internationella aviatördiplom först den 2 maj 1913. Även det svenska diplomet är utfärdat först 1913 och har svenskt nr 10.
I juni 1913 köpte Thulin sitt första flygplan, "Nordstiernan" som tidigare hade flugits av uppvisningsflygarna Flygbaron Cederström och Hugo Sundstedt. Flygplanet var mycket slitet varför Thulin lämnade in det till Oscar Asks verkstad i Landskrona, där han också själv deltog i arbetet med att gå igenom planet. Under arbetets gång blev Thulin kompanjon med Ask och bildade företaget AVIS, Aeroplanvarvet i Skåne. 
I augusti 1914 övertog han AVIS-verkstaden och köpte det Nyropiska varvet i Landskrona där Hjalmar Nyrop och Oscar Ask 1910 byggde det första svenska flygbara flygplanet. Med stöd från Gustav Dalén, Klas Fåhraeus Lars Magnus Ericsson och Ivar Malmer skapade Thulin industriföretaget AB Thulin Aeroplanfabrik och började licensbygga franska flygplan av typen Morane-Saulnier. 1918 hade företaget runt 1000 anställda och tre stora femvåningskomplex i stål och betong med verkstadslokaler, materialprovningsanstalt, en omfattande motoravdelning, ett eget aerodynamiskt laboratorium samt licenstillverkning av sina produkter i Danmark. Såväl flygplanstillverkningen som motortillverkningen var mycket framgångsrika och produkterna fick förutom i Sverige även avsättning i Nederländerna och Danmark. 1915 tillkom Thulins flygskola på Ljungbyhed för att utbilda kunderna.
Thulin utförde flera för sin tid uppseendeväckande flygningar. Bland annat flög han, i maj 1914, sträckan Malmö-Stockholm på 4 timmar och 17 min, vilket var skandinaviskt rekord. Därtill bidrog han genom föredrag och uppvisningar till att öka intresset och investeringsviljan för flygning och svensk flygindustri. Thulin skrev 1918 till Stockholms stadsfullmäktige och föreslog att staden skulle utreda byggandet av en kommunal flygplats för landflygplan i närheten av Stockholm. Trots positiva reaktioner invigdes Bromma flygplats först 1936.
Thulin invaldes 1918 som ledamot av Krigsvetenskapsakademien och samma år av Fysiografiska sällskapet i Lund.
Thulin omkom under träning inför en flyguppvisning i Landskrona 14 maj 1919. Thulins olycka och slutet på första världskriget innebar ett totalstopp för flygplanstillverkningen.

## Eftermäle
Ett av Thulins flygplan finns hängande i taket i den så kallade Thulinsalen på Landskrona museum, tillsammans med flera flygplansmotorer för propellerplan av typen stjärnmotor och andra attiraljer från det svenska flygets absolut tidigaste period. I Thulinrummet på Svedinos Bil- och Flygmuseum i Ugglarp, Falkenbergs kommun, finns ett Thulinflygplan och en Thulinbil utställda. Utställningen öppnade den 14 maj 2019, är permanent och rör hela Enoch Thulins liv.
Flygplatsen som finns utanför Landskrona har namngivits efter Enoch Thulin.
Thulin har gestaltats av Reine Brynolfsson i Jan Troells film Så vit som en snö.
2013 placerades en minnessten på Landskrona Walk of Fame som invigdes av Sveriges kung Carl XVI Gustaf.